# Mohammed Moro
Mohammed Moro é um político ganense e membro do primeiro parlamento da quarta república do Gana, representando o círculo eleitoral Asokwa Oriental como membro do Congresso Nacional Democrático.

## Política
Mohammed começou a sua carreira política em 1992, quando se tornou no candidato parlamentar ao Congresso Nacional Democrático (NDC) para representar o eleitorado de Asokwa Oriental antes do início das eleições parlamentares de 1992 no Gana. Ele assumiu o cargo de membro do primeiro parlamento da quarta república do Gana em 7 de janeiro de 1993, após ser declarado vencedor nas eleições do Gana de 1992, realizadas em 29 de dezembro de 1992. Ele foi sucedido por Ahmed Musa, do mesmo partido.

## Crenças
Ele é muçulmano.